# 빌헬름 프리크
빌헬름 프리크(독일어: Wilhelm Frick, 1877년 3월 12일~1946년 10월 16일)는 나치당 소속의 독일 법학자 겸 정치가이다.
뮌헨과 괴팅겐, 베를린에서 법학을 전공해 박사 학위를 받았고, 뮌헨 경찰 본부의 변호사로 채용되어 근무했다. 1923년 뮌헨 폭동 때는 나치 측에 가담했다가 체포되었고, 1년 3개월 징역형과 관직 박탈을 선고받았다.
출옥 후 보험 회사에서 법률 자문으로 일하면서 1925년 나치당에 입당했고, 1933년에는 당의 집권과 함께 내무 장관에 임명되었다. 그 해 국회의사당 방화 사건을 계기로 나치 독재의 합법적인 틀을 마련한 전권위임법의 입안을 주도하면서 나치의 법률 전문가로 두각을 나타내기 시작했다.
이어 뉘른베르크법 등 유대인 탄압을 위한 법안과 독일 재무장의 합리화, 오스트리아와 체코슬로바키아의 병합에 따른 관련 법규의 제정 등에 관여했다. 사법권 외에 경찰권도 얻기 위해 당내 다른 지도자들과 권력 투쟁을 벌였으나, 하인리히 힘러가 독일 경찰청장에 임명되면서 영향력이 급속도로 감퇴하기 시작했다.
결국 1943년에 힘러가 내무 장관으로 입각하면서 실각했고, 이후 보헤미아와 모라비아 보호령의 총독으로 재직하며 점령지에서 강권 정치를 펼쳤다. 2차대전 종전 후 연합군에 의해 체포되었고, 뉘른베르크 재판에서 유대인 탄압과 홀로코스트를 위한 법 제정과 실행에 관여했다는 죄목이 인정되어 사형 선고를 받고 처형되었다.

### 참고 문헌
- Manvell, Roger (2011) [1962]. 《Goering》. Skyhorse. ISBN 978-1-61608-109-6.
- Overy, Richard J. (2001). 《The Battle of Britain: The Myth and the Reality》. New York: W.W. Norton. ISBN 978-0-393-02008-3.